# Flådehavnen Karlskrona
 Denne artikel omhandler verdensarvstedet Flådehavnen Karlskrona. Opslagsordet har også en anden betydning, se Karlskrona.
Flådehavnen Karlskrona (Karlskrona flådebase) i Blekinge län i Sverige har siden Karlskronas grundlæggelse været hjemsted for Svenska marinen.

## Historie
Flådehavnen ligger ideelt: mellem halvøerne Almö og Möcklö er der en stor bugt med flere større og mindre øer. I midten ligger øen Trossö adskilt fra fastlandet af Vämö og et sund.  Dermed er øen både fra havet og fra fastlandet beskyttet mod fjendtlige angreb.
Kong Karl XI besluttede i 1679, at der skulle anlægges en hovedstation for den svenske flåde i Blekinges skærgård.  Karlskrona by fik den 10. august 1680 sine stadsprivilegier.  En plan for havnens anlæggelse udfærdiget af generalkvartersmester Erik Dahlbergh blev fastlagt i 1683.  To år senere påbegyndtes arbejdet under Dahlberghs ledelse; senere blev han afløst af Carl Magnus Stuart.

## Verdensarv
I 1998 blev flådebyen (Världsarvet örlogsstaden Karlskrona) optaget på UNESCOs Verdensarvsliste.
Begrundelsen for optagelsen:
| Citat | kriterie ii: Karlskrona är ett exceptionellt välbevarat exempel på en europeisk planerad örlogsstad, vilken har element från äldre etableringar i andra länder och som på sin tid stod som modell för följande städer med liknande funktioner. | Citat |
|       | |       |

"Kriterium II: Karlskrona er et exceptionelt velbevaret eksempel på en europæisk planlagt flådeby, som har elementer fra ældre etableringer i andre lande og som på sin tid var model for byer med lignende funktioner."
| Citat | kriterie iv: Örlogsbaser spelade en viktig roll i århundradena då örlogsflottorna var en betydande faktor i europeisk realpolitik, och Karlskrona är den bäst bevarade och mest kompletta av dem som finns kvar. | Citat |
|       | |       |

"Kriterium IV: Flådebaser spillede en vigtig rolle i århundrederne, hvor orlogsflåder var en betydende faktor i europæisk realpolitik, og Karlskrona er den bedst bevarede og mest komplette af de tilbageværende."

### Bygningsværker, der indgår i verdensarven
- Karlskrona flådebase og Karlskronavarvet (værftet)
- Karlskrona og øen Trossö
  - Fredrikskyrkan
  - Trefaldighetskyrkan (Tyska kyrkan)
  - Amiralitetskyrkan (Ulrica Pia) ved Kungsbron
  - Amiralitetsklockstapeln i Amiralitesparken
  - Vattenborgen og Rådhuset ved Stortorget
  - Grevagården med Blekinge museum ved Fiskbron
- Stumholmen med 
  - Kronobageriet
  - Kungshall
- Befæstningsværkerne ved indløbet til Karlskrona
- Kungsholms fort lige ved Tjurkö
- Drottningskärs kastell på Aspö
- Kurrholmen og Godnatt
- Kruthusen Koholmen, Ljungskär og Mjölnareholmen  på tre småøer ved Trossö
- Kronokvarnen i bydelen Lyckeby
- Skärva herregård lige uden for byen Nättraby